# NBA Western Conference Finals MVP
L'NBA Western Conference Finals MVP è il premio conferito dalla NBA al miglior giocatore delle finali di NBA Western Conference.
Il premio, introdotto dalla stagione 2021-2022, è dedicato al cestista Magic Johnson, eletto nel 2002 nella Naismith Memorial Basketball Hall of Fame.
Esiste il corrispondente NBA Eastern Conference Finals MVP a sua volta dedicato a Larry Bird, storico rivale di Magic Johnson. I due, infatti, si sono sfidati tre volte nelle NBA Finals.
Il primo giocatore a vincere il premio è stato Stephen Curry, in seguito alla prestazione nelle finali della Western Conference del 2022 contro i Dallas Mavericks.

## Vincitori
| Stagione  | Nazionalità | Giocatore               | Squadra          |
| --------- | ----------- | ----------------------- | ---------------- |
| 2021-2022 | Stati Uniti | Stephen Curry           | G.S. Warriors    |
| 2022-2023 | Serbia      | Nikola Jokić            | Denver Nuggets   |
| 2023-2024 | Slovenia    | Luka Dončić             | Dallas Mavericks |
| 2024-2025 | Canada      | Shai Gilgeous-Alexander | Oklahoma Thunder |